# میشن (کانزاس)
میشن (به انگلیسی: Mission) شهری در ایالت کانزاس کشور ایالات متحده آمریکا است که جمعیت آن در سرشماری سال ۲۰۱۰ میلادی، ۹٬۳۲۳ نفر بوده‌است.